# Анненгофская роща

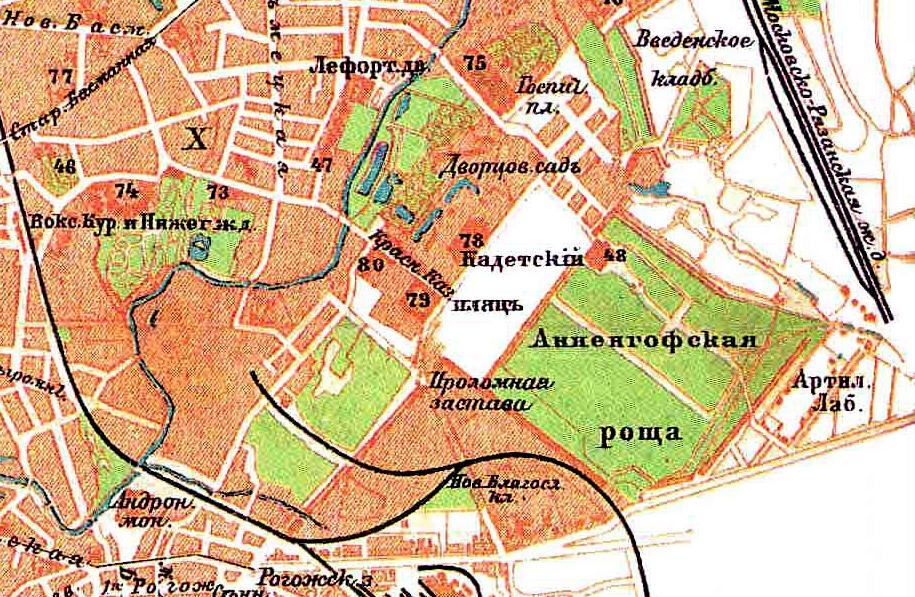
Анненгофская роща на карте 1895 года

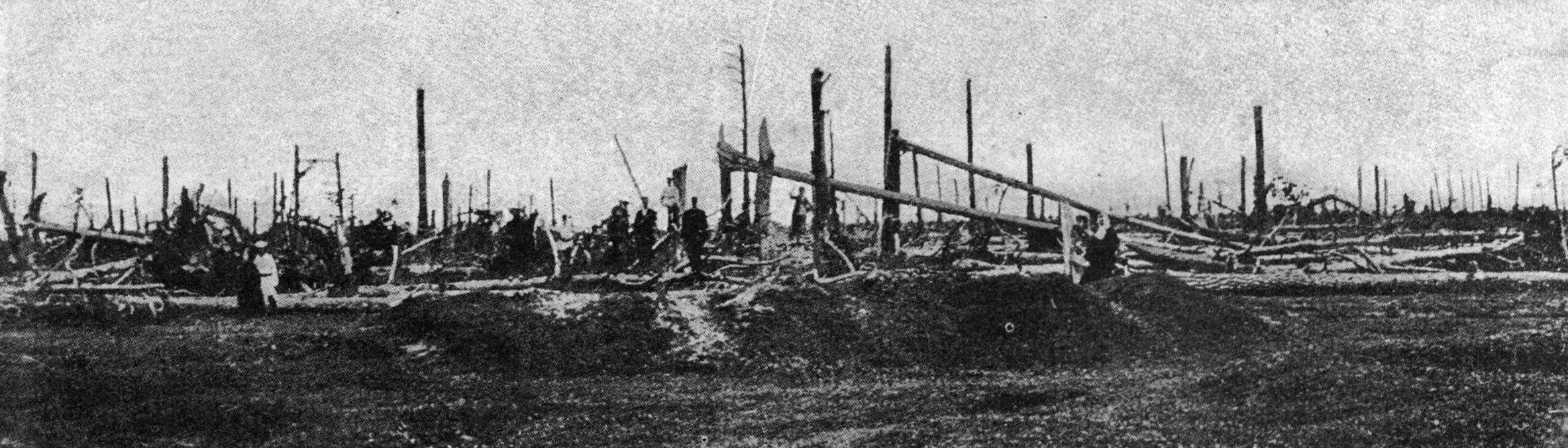
Последствия смерча 1904 года в Анненгофской роще

Анненгофская роща — историческая местность, парк в Москве. Основана в 1730-е годы, уничтожена смерчем 16 (29) июня 1904 года. Располагалась на территории района Лефортово, на почти правильном квадратном участке к югу от реки Синички, ограниченном современными улицами Авиамоторной, Лапина, проездом завода «Серп и Молот» и плацом вдоль лефортовских казарм (1-й Краснокурсантский проезд). В советское время на землях бывшей рощи выстроен Московский энергетический институт.

## История
Анненгофом назывались дворцы в Лефортове, выстроенные для Анны Иоанновны на месте прежнего Головинского дворца и сада. Дворцы процветали и при Елизавете Петровне, а при Екатерине II на их месте был построен Екатерининский дворец, в котором позже размещался кадетский корпус. По легенде, роща была насажена в одну ночь Бироном:
Когда царица Анна Иоанновна приехала в Москву и остановилась в только что выстроенном дворце, где впоследствии помещался Первый кадетский корпус, то, любуясь видом на широкое поле, сказала: «Как жаль, что здесь пустое место, а не лес!». На другое утро, проснувшись, она подошла к тому же окну — и была поражена: поля не было, а зеленела огромная сосновая роща! Услужливая и всемогущая придворная челядь за ночь тысячами крепостных и солдат перетащила из Сокольников выкорчеванные сосны и ели и посадила рощу! Роща потом разрослась, её подсаживали и блюли, но она не сделалась любимым народным гуляньем: москвичи знали, как появилась она, названная в честь царицы «Анненгофская». Москва по-своему отомстила Анненгофской роще: её сделали свалкой нечистот, и ветерок с рощи отравлял Лефортово многие годы … в народе её знали испокон века и до последних дней только под одним названием: «Говенная роща!» — В. А. Гиляровский, «Русское слово» 
В XIX веке в роще возникли стихийные поселения «лихих людей» («Эта роща — неизменный притон тёмного люда, промышлявшего разбоями в этой непокойной местности», В. А. Гиляровский). В северном углу рощи появилась военная тюрьма, известная сегодня как Лефортовская тюрьма.

### Смерч
16 [29] июня 1904 года Анненгофская роща была буквально «сбрита» смерчем, уничтожившим в Москве также Карачарово, Андроново, лефортовские казармы и часть Сокольников, и дошедшим до Ярославля. Катастрофа, унёсшая десятки жизней, описана В. А. Гиляровским в очерках «Ураган» и «Русское слово»:
Я видел его начало и конец: пожелтело небо, налетели бронзовые тучи, мелкий дождь сменился крупным градом, тучи стали черными, они задевали колокольни. Наступивший мрак сменился сразу зловеще жёлтым цветом. Грянула буря, и стало холодно. Над Сокольниками спустилась чёрная туча — она росла снизу, а сверху над ней опускалась такая же другая. Вдруг все закрутилось … среди зигзагов молний вспыхивали желтые огни, и багрово-желтый огненный столб крутился посередине. Через минуту этот ужас оглушающе промчался, руша все на своем пути. Неслись крыши, доски, звонили колокола; срывало кресты и купола, вырывало с корнем деревья; огромная Анненгофская роща была сбрита; столетние деревья или расщеплены, или выворочены с корнем. Было разрушено огромное здание Кадетского корпуса и Фельдшерской школы. По улицам — горы сорванных железных крыш, свернутых в трубочку, как бумага. Кое-где трупы. Много убитых и раненых… — В. А. Гиляровский, «Русское слово» 
После катастрофы поваленные деревья были разобраны на дрова, а сама территория рощи — заброшена. В 1920-е годы разворачивается жилое строительство вдоль реки Синички (Синичкина слобода), а в 1934 году — строительство корпусов Московского энергетического института, занимающего сегодня большую часть бывшей рощи.